# Tabebuja růžová

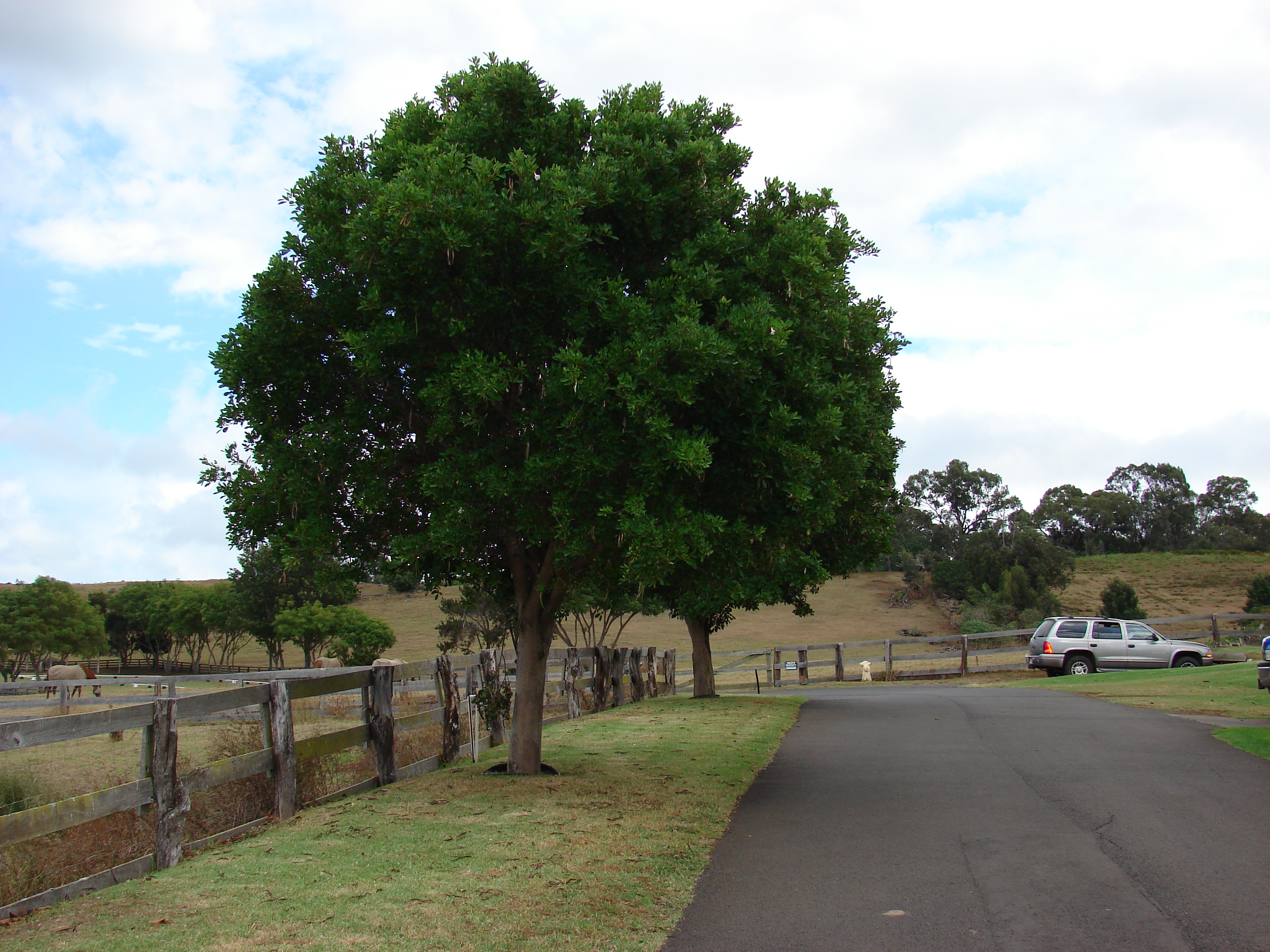
Strom mimo doby kvetení

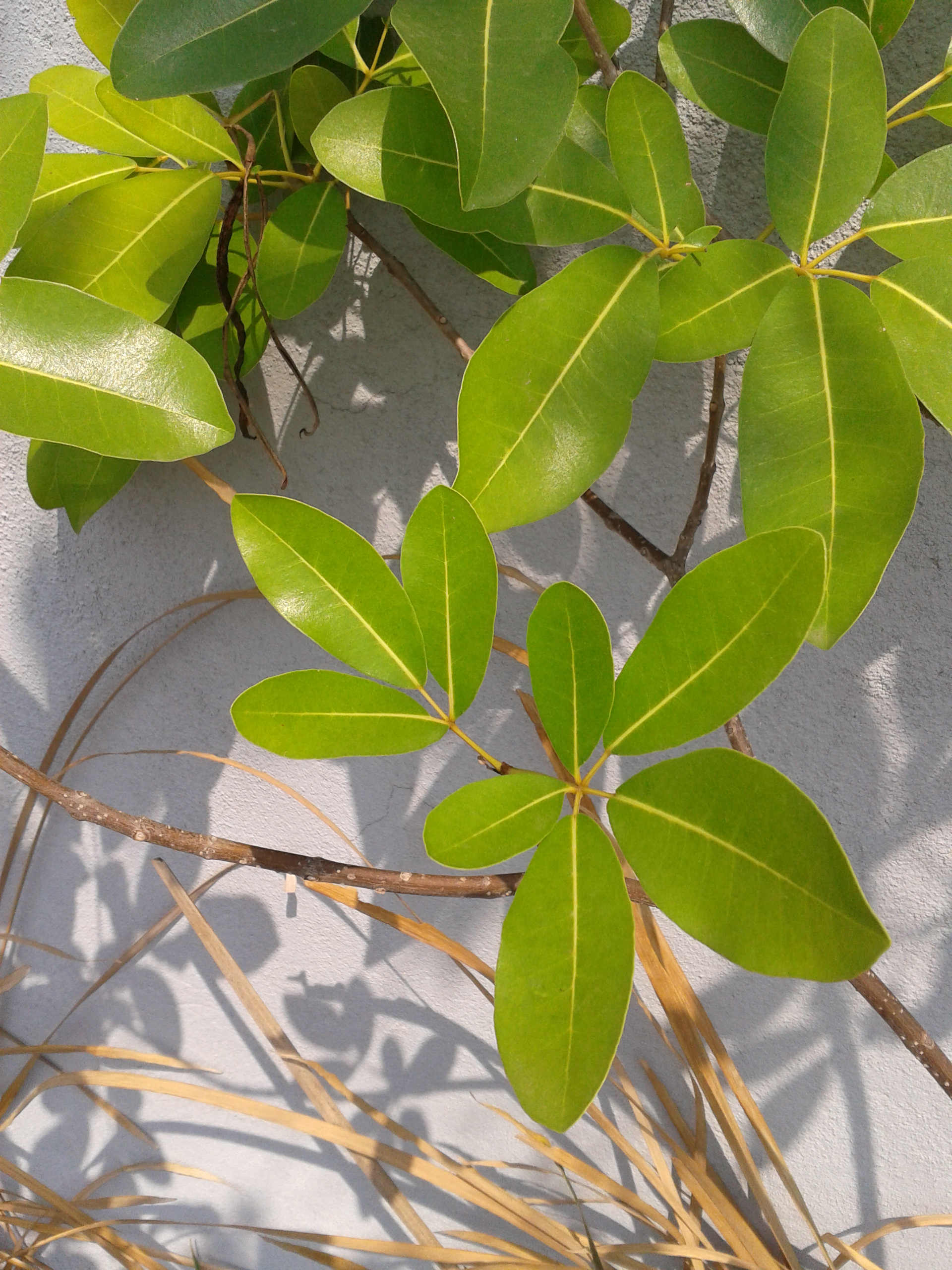
Pětičetné listy

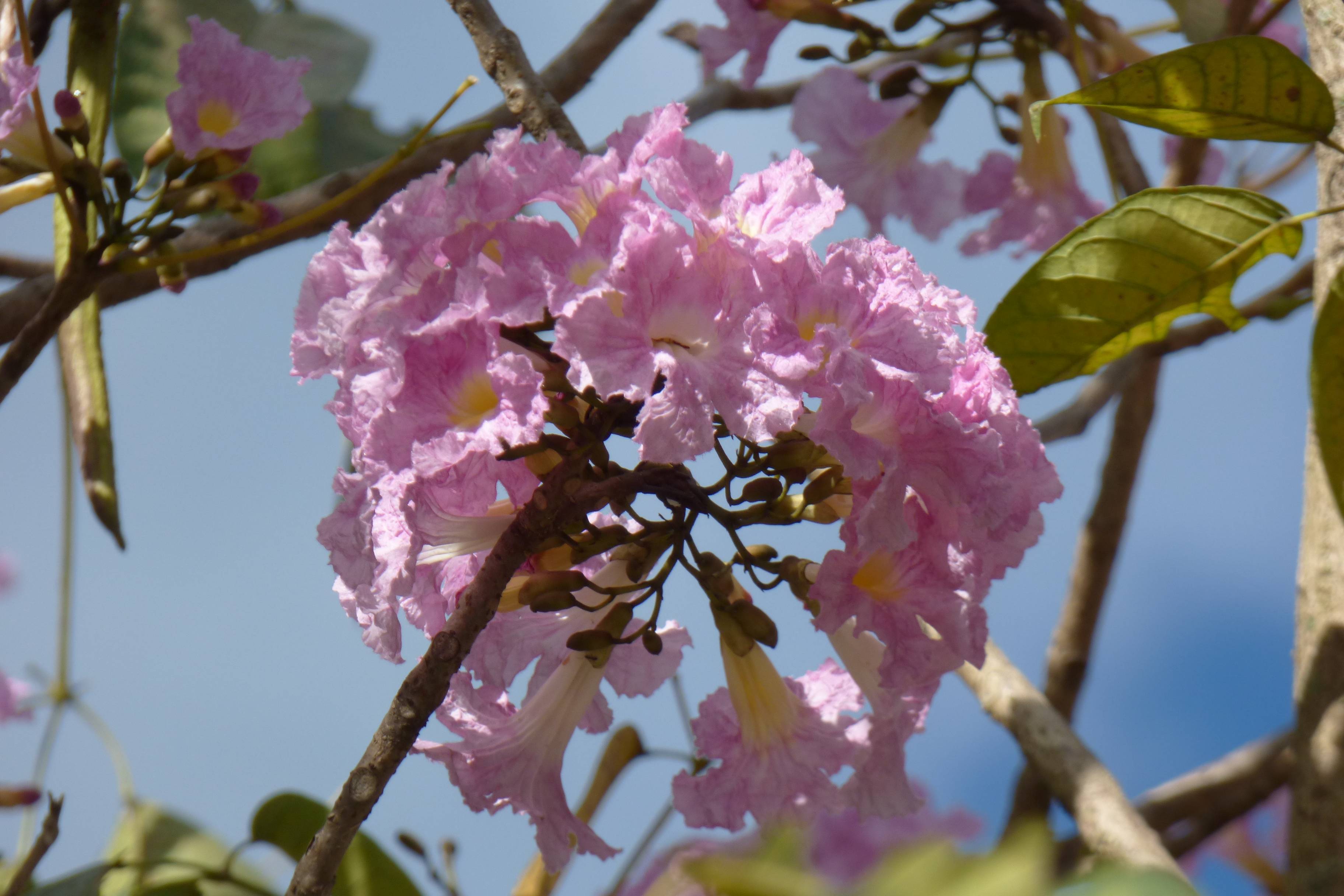
Terminální květenství lata

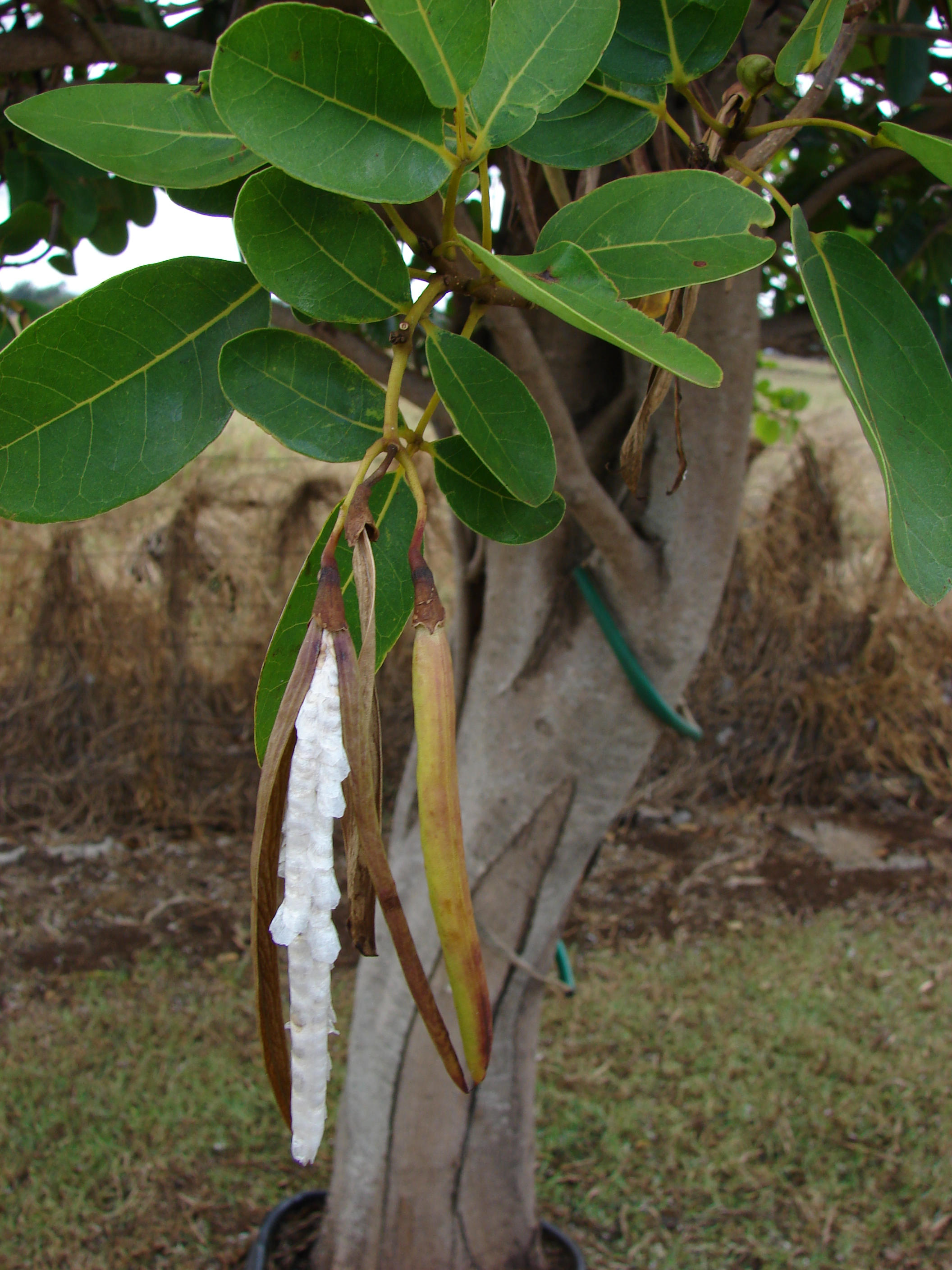
Otevírající se tobolka

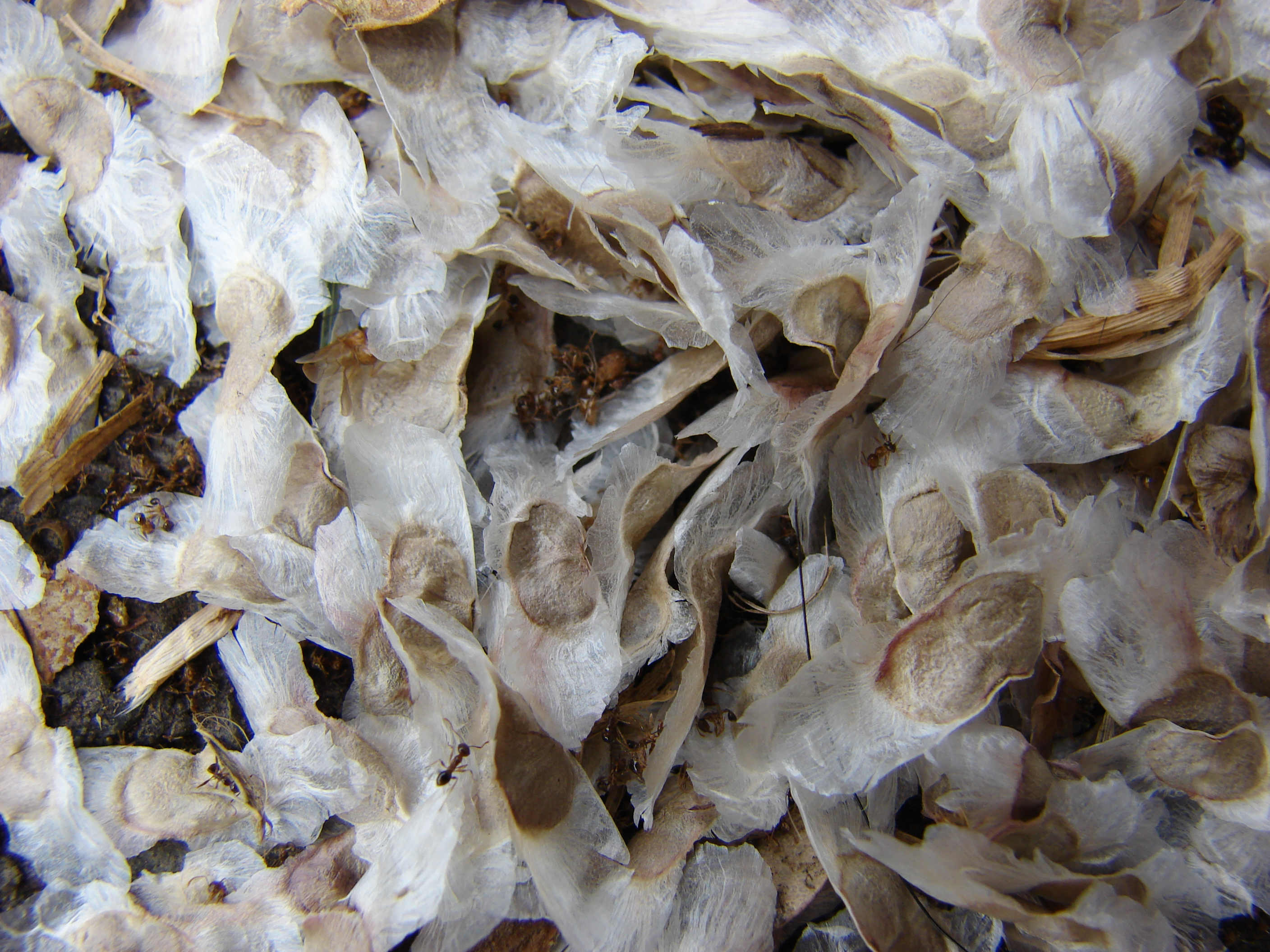
Vypadaná křídlatá semena

Tabebuja růžová (Tabebuia rosea) je tropický strom, vysoký až 30 m, původem z amerického kontinentu. V období sucha dřevině opadají listy a s nástupem období dešťů vyraší levandulově zbarvené květy, z kterých se po opylení vyvinou podlouhlé tobolky.
Rodové jméno Tabebuia je odvozeno z brazilského pojmenování stromu „tabebuia“ a druhové jméno rosea znamená růžový.

## Rozšíření
Je původní druh ve státech Střední Ameriky, kde roste počínaje Mexikem na severu a konče Panamou na jihu a dále v Kolumbii a Venezuele na severu Jižní Ameriky. Druhotně byla jako okrasný a místy i zplaňující strom rozšířena do Brazílie i Ekvádoru a na četné ostrovy v Karibiku, stejně jako do jihovýchodní Asie i centrální Afriky. V pevninské Evropě se k vůli chladnému počasí nepěstuje, roste ale na pobřeží Kanárských ostrovů.

## Ekologie
Dřevina vyrůstá jako součást polo opadavých lesů i jako solitéra na otevřených pastvinách, vystupuje nejvýše do nadmořské výšky kolem 1000 m. Je choulostivá na chlad, roste v místech s teplotou neklesající pod 20 °C a ročními srážkami nad 500 mm. Vyskytuje se ve vlhkém prostředí, místy i v blízkosti mangrovů kde snáší zasolenou půdu i slaný vítr, nejlépe se ji daří v propustné půdě, na hodnotě pH není závislá.
V období sucha stromu opadají listy, po jeho konci je nastalými silnými dešti vyvoláno kvetení, při kterém květy raší současně s novými listy. Květy zůstávají rozvité po několik dnů, po odkvětu opadnou a vytvoří na zemi pod stromem růžový koberec.

## Popis
Tabebuja růžová je strom vysoký 25 až 30 m s kmenem tlustým až 1 m a opadávajícími listy v období sucha. U mladého jedince bývá kmen z počátku díky převažujícímu vidličnatému větvení zdeformovaný, později se obvykle úspěšně vyrovnává a prodlužuje, někdy však kmen zůstane zvlněný a strom je nepravidelně větvený. Ve stáří má šedohnědou až žlutohnědou kůru tlustou 1,5 až 3 cm povrchově síťovitě rozpraskanou, hluboce zkorkovatělou a z vnitřní strany zbarvenou růžově až krémově, letorosty jsou porostlé šupinatými, více buněčnými chlupy.
Velké, leskle zelené, vstřícně vyrůstající listy s řapíkem 5 až 30 cm dlouhým jsou dlanitě složené z pěti celokrajných lístků se zpeřenou žilnatinou. Široce eliptické, na bázi klínovité či zaoblené a na vrcholu zašpičatělé lístky mají řapíček dlouhý 2 až 11 cm. Čepel prostředního lístku bývá dlouhá 8 až 35 cm a široká 3 až 18 cm, postranní lístky jsou o málo menší a spodní jsou nejmenší, také jejich řapíčky jsou úměrně kratší. Listy jsou oboustranně pokryté šupinatými chlupy a mají kopinaté či šídlovité palisty dlouhé asi 6 mm.
Oboupohlavné, pětičetné, trubkovité, velké 5 až 8 cm, růžově nachové květy se stopkami dlouhými až 9 cm vyrůstají v terminálních latách na koncích větviček. Tři kopinaté trojhranné listeny dlouhé 0,5 až 1 cm vytvářejí kalíšek. Zvonkovitý vytrvalý kalich je zelený, pětizubý a má lístky dlouhé asi 2 cm. Souměrná koruna je růžově nachová či řidčeji bělavá, má po obvodě zvlněné lístky velké 4 × 3,5 cm, korunní trubku dlouhou 5 až 10 cm a v ústí širokou 2 až 3 cm a nažloutlou, vně chlupatou a uvnitř lysou. V květu jsou čtyři dvoumocné tyčinky se zakřivenými nitkami dlouhými až 0,5 cm nesoucí prašníky. gyneceum je vytvořeno ze dvou plodolistů, čárkovitý semeník s početnými vajíčky je přisedlý, pestík bývá dlouhý 2 až 3 cm. Květy jsou opylovány různým hmyzem i ptáky, hlavně z čeledí tangarovitých, vlhovcovitých i kolibříky.
Plod je válcovitá, tmavě žlutá, podélně pukající tobolka dlouhá 22 až 38 cm a široká 1 až 2 cm. Tobolka se ve zralosti rozštěpí a vypustí velký počet, ke střední stěně přichycených semen. Semeno má bělavé, asymetrické, membránovité křídlo zajišťující rozptýlení větrem, s křídlem je velké 2,5 × 4 cm a bez křídla 1 × 0,5 cm. Je velmi lehké, do jednoho kilogramu je jich zapotřebí v průměru 40 tisíc.

## Rozmnožování
Nejčastěji se druh samovolně rozšiřuje semeny zanášenými větrem na velké vzdálenosti. Semena klíčí zhruba z 80 % účinností. Prvá semena začínají ve vlhké půdě klíčit po sedmi dnech a 75 % jich vzklíčí do čtyř týdnů. Novou rostlinu lze také získat hřížením větví na jaře a z polo vyzrálých řízků sázených v létě. Semenáče začínají kvést ve věku dvou či tří let.

## Využití
Tento strom je často vidět v amerických tropických městech, kde je vysazován v parcích a zahradách. Na konci období sucha jsou na defoliovaných stromech přítomné bohaté květy, s listy poskytují hojný stín. Na stromech někdy žijí symbiotičtí mravenci rodů Ectatomma a Camponotus, kteří využívají nektar pryštící z extraflorálních nektarií na spodní straně listů.
Dřevo stromů je tvrdé, pevné a odolné vůči hnilobě a termitům, má specifickou hmotnost 0,56 kg/m³. Jádrové dřevo je bílé nebo šedé, bělové dřevo je barvou podobno jádrovému. Používá se jako konstrukční materiál pro zařízení s vysokým namáhání v přístavech, pro mostní konstrukce, na venkovní terasy a extrémně namáhané podlahy i na železniční pražce. Zhotovuje se z něj také nábytek a z drobnějších částí různé nářadí pro domácnost a rukojeti nástrojů, obkladové dýhy a také je pro velkou výhřevnost žádaným palivem.
Mezinárodním svazem ochrany přírody (IUCN) je populační trend tabebuje růžové hodnocen jako stabilní a je považována za málo dotčený taxon (LC).